# 専門学務局
専門学務局（せんもんがくむきょく）は、戦前期の文部省の内部部局の一つ。

## 概要
1881年（明治14年）10月24日、文部省達により官立学務局と地方学務局および内記局が廃止され、専門学務局、普通学務局および庶務局内記課が設置された。専門学務局は大学校、専門学校、農学校、商業学校、職工学校、高等師範学校、学士会院、海外留学生や高等教育及び特殊教育に係る事務を管掌した。局内には旧官立学務局と同じく取調係、庶務係、記録係が置かれた。また、旧官立学務局の業務のうち内外博覧会に関するものは庶務局に管掌が移った。
1883年（明治16年）9月1日、文部省専門学務局事務取扱規則が定められ各係の担当業務が規定された。1885年（明治18年）2月9日、専門学務局は廃止され学務一局に引き継がれ、同年12月28日には学務一局が普通学務局を引き継いだ学務二局と統合されて学務局となり、1887年（明治20年）10月5日には学務局が専門学務局と普通学務局に再分割された。
1897年（明治30年）11月1日、専門学務局が高等学務局と実業学務局に分割されたが、翌年の11月1日には専門学務局に再統合され、1900年（明治33年）4月1日には専門学務局から実業学務局が再分割された。
1942年（昭和17年）11月1日、専門学務局は改編されて専門教育局となった。

## 歴代局長
専門学務局長
- 濱尾新：1881年10月24日 - 1885年2月9日（廃局、学務一局に引継）

文部省専門学務局長
- 濱尾新：1887年10月5日 - 1893年3月30日（学務局が専門学務局と普通学務局に再分割）
- （事務取扱）牧野伸顕：1893年3月31日 - 1893年6月19日
- 木下広次：1893年6月19日 - 1897年6月28日
- （兼）木下広次：1893年6月28日 - 1897年8月2日
- （兼）菊池大麓：1897年8月2日 - 1897年10月9日（高等学務局と実業学務局に分割）
- （兼）高田早苗：1898年11月1日 - 1898年11月24日（再統合）
- 上田萬年：1898年11月24日 - 1901年6月25日
- （兼）上田萬年：1901年6月26日 - 1902年3月27日
- 松井直吉：1902年3月27日 - 1905年2月28日
- 福原鐐二郎：1905年2月28日 - 1911年9月1日
- （兼）福原鐐二郎：1911年9月1日 - 1912年4月4日
- 松浦鎮次郎：1912年4月4日 - 1924年1月9日
- 粟屋謙：1924年1月12日 - 1927年4月26日
- 西山政猪：1927年4月26日 - 1929年6月30日
- 赤間信義：1929年7月1日 - 1936年6月9日
- 伊東延吉：1936年6月9日 - 1937年6月6日
- （兼）伊東延吉：1937年6月7日 - 1937年7月21日
- 山川建：1937年7月21日 - 1939年4月17日
- （兼）石黒英彦：1939年4月17日 - 1939年6月27日
- 関口鯉吉：1939年6月27日 - 1940年4月12日
- 永井浩：1940年4月13日 - 1942年10月30日（専門教育局に改編）